# Brachyrhabdus bifasciatus
Brachyrhabdus bifasciatus är en skalbaggsart som beskrevs av Aurivillius 1917. Brachyrhabdus bifasciatus ingår i släktet Brachyrhabdus och familjen långhorningar. Inga underarter finns listade i Catalogue of Life.